# Новокрымский проезд
Новокры́мский прое́зд — небольшая улица в центре Москвы в Хамовниках между Пречистенской набережной и Остоженкой.

## История
Проложен в 1936 году как подъездной путь для временной эксплуатации передвинутого старого Крымского моста на время строительства нового. В 1936—1938 годы в проезде функционировала трамвайная линия.
Получил название в 1956 году по расположению поблизости от Крымской площади. Новым он является по отношению к Крымскому проезду.

## Описание
Новокрымский проезд начинается от Пречистенской набережной, проходит на северо-запад параллельно западному крылу Крымского моста и выходит на рампу Крымской эстакады у Остоженки. На углу Остоженки и Новокрымского проезда расположен северный выход станции метро «Парк культуры» Сокольнической линии (архитекторы Н. Я. Колли и С. Г. Андриевский).

## См.также
- Крымский проезд